# Walter Donat (Japanologe)

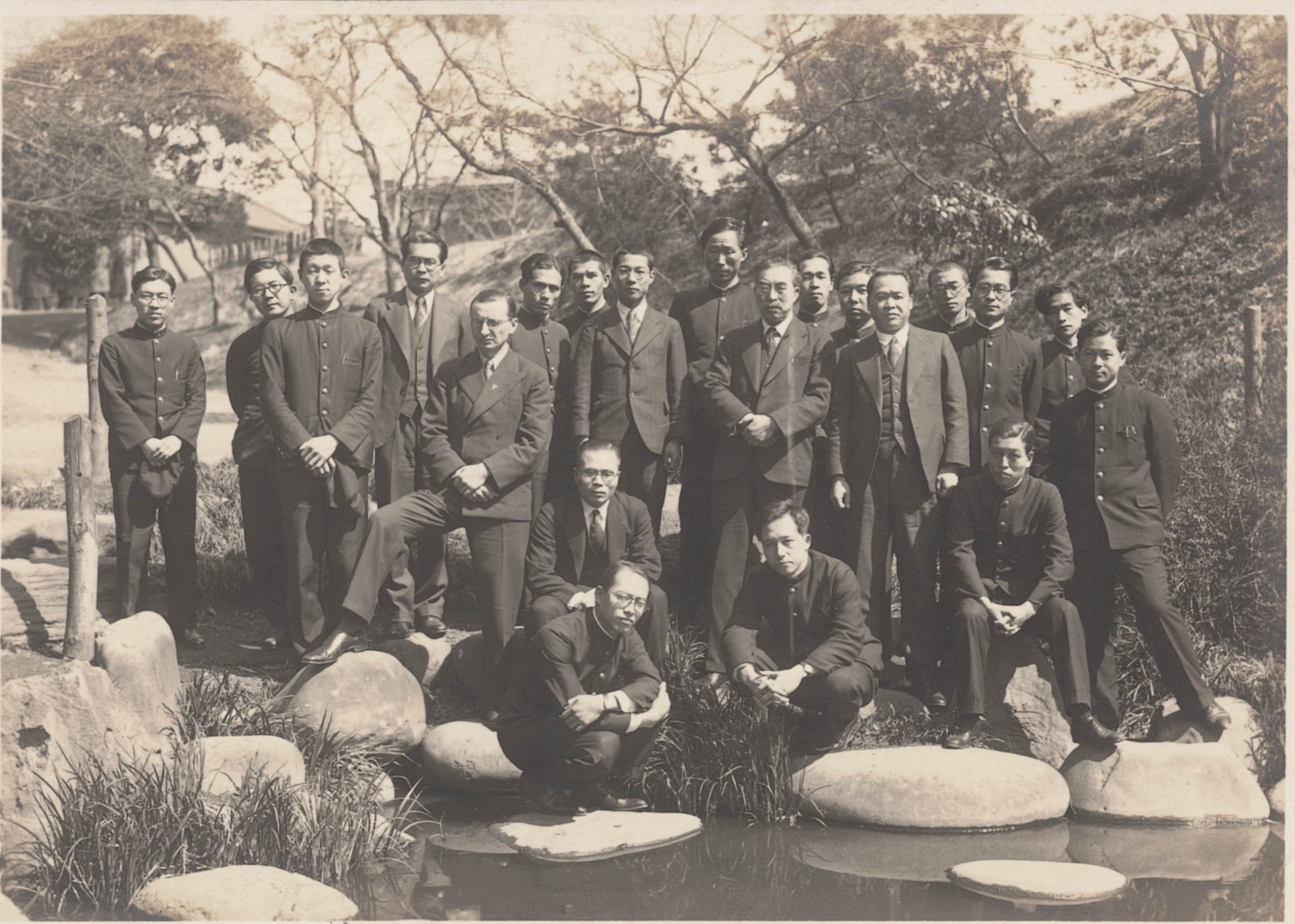
Walter Donat (5. v. l.) in einem Gruppenfoto des Germanistischen Seminars der Universität Tokio, ca. 1938

Walter Donat (* 22. Oktober 1898 in Rathenow; † 12. November 1970 in Erlangen) war ein deutscher Japanologe.

## Leben
Donat studierte in Berlin Germanistik und orientalische Sprachen und promovierte 1925 mit einer Arbeit über die Landschaft im Werk Ludwig Tiecks. Im selben Jahr ging er als Deutschlehrer an die Hochschule in Hiroshima. Zum 1. März 1934 trat er in die NSDAP ein (Mitgliedsnummer 3.400.400), wurde Gauhauptstellenleiter und 1935 Kulturwart der NSDAP-Landesgruppe Japan. 1936 habilitierte er sich an der Universität Hamburg und avancierte zum deutschen Leiter des Japanisch-Deutschen Kulturinstituts in Tokio. Seit 1937 lehrte er außerdem deutsche Sprache und Literatur an der Universität Tokio. Von einem Deutschland-Aufenthalt im Jahr 1941 konnte er kriegsbedingt nicht mehr auf seine Position in Tokio zurückkehren. 1943 wurde er Leiter des Ostasieninstituts der Berliner Universität. Nach dem Krieg konzentrierte er seine Publikationstätigkeit auf Übersetzungen. Unter anderem übersetzte er Werke des japanischen Literaturnobelpreisträgers Yasunari Kawabata und von Yukio Mishima (Der Tempelbrand).
Donat war eine Hauptfigur in den kulturpolitischen Beziehungen zwischen dem Japanischen Kaiserreich und dem Dritten Reich. Er warb in Japan für den Nationalsozialismus sowie für die nationalkonservative und völkische deutsche Gegenwartsliteratur und versuchte, die Stellung der Germanistik an den japanischen Universitäten zu stärken. Als Vortragsredner in Deutschland vertrat er eine heroisierende Perspektive auf die japanische Kultur ebenso wie den japanischen Führungsanspruch in Ostasien und im Pazifikraum.
Der Philosoph Karl Löwith, der auf der Flucht vor dem Nationalsozialismus seit 1936 an der Universität Tōhoku in Sendai lehrte, widmete ihm in seiner Autobiographie Mein Leben in Deutschland vor und nach 1933 eine kritische Beschreibung.

## Schriften (Auswahl)
- Die Landschaft bei Tieck und ihre historischen Voraussetzungen. Frankfurt am Main 1925.
- Individualität und Gebundenheit in der gegenwärtigen deutschen Dichtung. Tokio 1928.
- Beiträge zum Verständnis der nationalen Bewegung in Deutschland. Japanisch-Deutsches Kultur-Institut, Tokio 1934 (zusammen mit Fritz Korsch).
- Der Heldenbegriff im Schrifttum der älteren japanischen Geschichte. Deutsche Gesellschaft für Natur- und Völkerkunde Ostasiens, Tokio / Harrassowitz, Leipzig, 1938.
- Das Reich und Japan. Gesammelte Beiträge (= Veröffentlichungen des deutschen auslandswissenschaftlichen Instituts, 8). Junker und Dünnhaupt, Berlin 1943.